# Ricardo Zelarayán
Ricardo Zelarayán (Paraná, 21 de octubre de 1922-Buenos Aires, 29 de diciembre de 2010) fue un escritor y poeta argentino.
De ser considerado un autor marginal, de culto y casi inédito, no publicado, fue revalorizado a fines de los años noventa y rescatado del olvido gracias a una serie de reediciones completas de su obra y a la difusión dada por la nueva generación de escritores argentinos. Su obra se destaca por el lenguaje coloquial, aunque él mismo admitió influencia de escritores reconocidos.

## Biografía
Ricardo Zelarayán nació en la ciudad de Paraná, provincia de Entre Ríos, Argentina, el 21 de octubre de 1922. Estudió Medicina en la ciudad de Buenos Aires, carrera que abandonó para trabajar como corrector de la editorial Depalma, donde trabajó como traductor y periodista. En los años setenta fue colaborador de la revista Literal. Falleció el 29 de diciembre de 2010, en Buenos Aires, a los 88 años de edad.

## Obra

### Narrativa
- 1984: Traveseando
- 1986: La piel del caballo
- 2003: Bolsas y otros[3]
- 2008: Lata peinada y otros escritos
- 2020: Ese maldito canario

### Poesía
- 1972: La obsesión del espacio
- 1991: Roña criolla
- 1997: La gran salina y otros poemas
- 2009: Ahora o nunca